# Kap York
Se også Kap York-halvøen i Australien
Kap York er et forbjerg på Grønlands nordvestkyst i nordenden af Baffinbugten.
Der er her blevet fundet store meteoritter. I 1894 kom Robert Peary på sin anden ekspedition forbi Kap York og tog meteoritten Ahnighito på 31 tons med. Den blev solgt for 40.000 dollars til American Museum of Natural History i New York, hvor den nu kan ses som Cape York meteorite. Ved Kap York er der rejst et 19 meter høj monument for Robert Peary.
- Wikimedia Commons har flere filer relateret til Kap York

75°55′N 66°27′V / 75.92°N 66.45°V